# 拉恩足球會
拉恩足球會（Larne Football Club）是一支位於北愛爾蘭安特里姆郡大鎮拉恩的職業足球會，現時參加北愛爾蘭超級足球聯賽。

## 歷史
拉恩足球會成立於1889年，主場比賽場地是因弗公園（Inver Park）。球隊的主色是紅色和白色，主要的競爭對手有卡域克流浪、巴利米納聯和格倫杜蘭加拿禾。拉恩足球會在北愛爾蘭足球界擁有悠久而輝煌的歷史，曾經多年參加頂級聯賽，但在2008年未能獲得新成立的北愛爾蘭超級足球聯賽的席位後，降級到次級聯賽。然而，隨著2016年NIFL錦標賽成為2016-17年賽季的頂級聯賽的第二級，令拉恩重新獲得頂級聯賽的地位。
拉恩足球會曾六次成為愛爾蘭盃的亞軍（1928年、1935年、1987年、1989年、2005年和2021年），並兩次成為聯賽盃的亞軍（1991-92和2003-04），但從未贏得過這兩個錦標，這在這兩個比賽中都是最多的決賽出場次數而未獲得冠軍的紀錄。
2018年10月被Purplebricks聯合創始人Kenny Bruce收購後，拉恩足球會得到新的發展。在被Kenny Bruce收購後，拉恩於2018-19賽季贏得NIFL錦標賽冠軍，這是球隊有史以來第一個高級別聯賽冠軍，也是自1972年中級別聯賽冠軍以來的首個聯賽冠軍，以及自1988年贏得Ulster Cup以來的首個高級榮譽。這也讓球隊重返頂級聯賽，自2007-08賽季降級到第二級聯賽以來，第一次重返頂級聯賽。
復返頂級聯賽的第四個賽季，拉恩在2023年4月以2-0擊敗十字軍，獲得球會有史以來第一個北愛爾蘭超級足球聯賽冠軍。因此，拉恩將在2023年夏季首次參加歐洲聯賽冠軍盃資格賽。

## 榮譽
- 北愛爾蘭超級足球聯賽: 2
  - 2022–23, 2023–24
- 安特里姆郡地盾: 3
  - 2020–21, 2021–22, 2022–23
- NIFL錦標賽: 1
  - 2018–19
- 阿爾斯特盃（Ulster Cup）: 2
  - 1949–50, 1987–88

## 外部鏈接
- 拉恩足球會網站 （页面存档备份，存于）
- Twitter （页面存档备份，存于）